# Il ficcanaso
Il ficcanaso è un film del 1981 diretto da Bruno Corbucci.

## Trama
L'ipersensibile Luciano Persichetti è convinto di avere dei poteri paranormali e riceve dei messaggi premonitori che vengono interpretati da Susanna, un'avvenente studiosa di parapsicologia di cui lui è innamorato. Luciano è inoltre perseguitato da un misterioso assassino che si fa chiamare l'Angelo Custode ed il tutto avviene mentre la polizia sospetta che sia Luciano ad essere l'autore dei delitti compiuti.

Prima che il mistero venga chiarito, Luciano viene così coinvolto in una serie di avventure tragicomiche e fino a quando si scopre che l'autore delle telefonate minacciose e l'assassino ricercato sono un'altra persona, Luciano può sentirsi risollevato. 

Nello stesso momento però, Susanna scopre che i poteri paranormali di Luciano non sono reali e così perde il suo interesse per lui.

## Curiosità
- Le scene di film horror che Pippo Franco vede in tv sono tutte prese dal film Paura nella città dei morti viventi di Lucio Fulci.